# Aldo Visalberghi
Aldo Visalberghi (Trieste, 1º agosto 1919 – Roma, 12 febbraio 2007) è stato un pedagogista, politico, partigiano e antifascista italiano.

## Biografia
Figlio di un ingegnere navale, trascorse l'infanzia a Monfalcone; frequentò il Liceo Ginnasio "Dante Alighieri" di Trieste dove ebbe, fra gli insegnanti, Giani Stuparich. Laureato in filosofia alla Scuola normale superiore di Pisa con Guido Calogero, si interessò inizialmente sia ad argomenti filosofici (curò per esempio l'edizione italiana di numerosi scritti filosofici di John Dewey) che letterari (curò, infatti, anche opere di Stuparich, Montale e Slataper).
Durante la seconda guerra mondiale fu sottotenente dei granatieri di Sardegna; nei giorni successivi all'armistizio di Cassibile prese parte a Roma ai combattimenti di Porta San Paolo, nei quali fu anche ferito. Lasciata Roma, fu partigiano in Piemonte nelle formazioni di Giustizia e Libertà; fu arrestato due volte e liberato la seconda volta con la Liberazione (25 aprile 1945).  Dopo la liberazione svolse attività politica dapprima nel Partito d'Azione e, dopo lo scioglimento di quest'ultimo (20 ottobre 1947), nelle file del Partito Socialista Italiano. Nel 1993 fu uno dei fondatori del Movimento d'Azione Giustizia e Libertà col quale nel 1997 fu candidato alle elezioni comunali di Roma, senza tuttavia essere eletto.
Visalberghi fu professore universitario di Pedagogia nelle Università di Torino, Milano e alla Sapienza di Roma. Fu direttore della rivista Scuola e Città, una rivista di pedagogia di orientamento laico. Fu inoltre presidente del Centro Europeo dell'Educazione con sede nella Villa Falconieri a Frascati, e garante scientifico del CICAP.

## Opere (selezione)
- John Dewey, Firenze: La Nuova Italia, 1951
- Misurazione e valutazione nel processo educativo, Milano: Edizioni di Comunità, 1955
- Esperienza e valutazione, Torino: Taylor ed., 1958
- (con contributi di Egle Becchi et al.), Educazione e condizionamento sociale, Bari: Laterza, 1964
- Scuola aperta, La Nuova Italia, Firenze 1973
- (con la collaborazione di Luigi Borelli et al.), Educazione e divisione del lavoro: prospettive della formazione tecnica e professionale nelle società tecnologicamente avanzate, Firenze: La nuova Italia, 1973
- (con Nicola Abbagnano), Linee di storia della pedagogia, 3 volumi, Torino: Paravia, 1975
- (con la collaborazione di Roberto Maragliano e Benedetto Vertecchi), Pedagogia e scienze dell'educazione, Milano: Mondadori, 1978
- (con la collaborazione di Paolo Cardoni), Scuola e cultura di pace: suggerimenti e spunti per gli insegnanti, Firenze: La Nuova Italia, 1985, ISBN 88-221-0194-4